# Lijst van voetbalinterlands Niger - Oeganda
Deze lijst van voetbalinterlands is een overzicht van alle officiële voetbalwedstrijden tussen de nationale teams van Niger en Oeganda. De Afrikaanse landen speelden tot op heden negen keer tegen elkaar. De eerste ontmoeting was een kwalificatiewedstrijd voor de Afrika Cup 2008 op 8 oktober 2006 in Niamey. Het laatste duel, een groepswedstrijd tijdens het African Championship of Nations 2024, werd gespeeld in Kampala op 11 augustus 2025.

## Wedstrijden
| № | Plaats    | Datum            | Competitie                           | Wedstrijd       | Uitslag |
| - | --------- | ---------------- | ------------------------------------ | --------------- | ------- |
| 1 | Niamey    | 8 oktober 2006   | Afrika Cup 2008 kwalificatie         | Niger − Oeganda | 0 − 0   |
| 2 | Kampala   | 8 september 2007 | Afrika Cup 2008 kwalificatie         | Oeganda − Niger | 3 − 1   |
| 3 | Kampala   | 31 mei 2008      | WK 2010 kwalificatie                 | Oeganda − Niger | 1 − 0   |
| 4 | Niamey    | 7 september 2008 | WK 2010 kwalificatie                 | Niger − Oeganda | 3 − 1   |
| 5 | Niamey    | 2 september 2014 | Vriendschappelijk                    | Niger − Oeganda | 2 − 0   |
| 6 | Niamey    | 2 juni 2018      | Vriendschappelijk                    | Niger − Oeganda | 2 − 1   |
| 7 | Entebbe   | 8 juni 2022      | Afrika Cup 2023 kwalificatie         | Oeganda − Niger | 1 − 1   |
| 8 | Marrakesh | 7 september 2023 | Afrika Cup 2023 kwalificatie         | Niger − Oeganda | 0 − 2   |
| 9 | Kampala   | 11 augustus 2024 | African Championship of Nations 2024 | Oeganda − Niger | 2 − 0   |

## Samenvatting
| Competitie                      | Totaal gespeeld | Winst Niger | Gelijk | Winst Oeganda | Doelsaldo Niger – Oeganda |
| ------------------------------- | --------------- | ----------- | ------ | ------------- | ------------------------- |
| WK-kwalificatie                 | 2               | 1           | 0      | 1             | 3 − 2                     |
| Afrika Cup-kwalificatie         | 4               | 0           | 2      | 2             | 2 − 6                     |
| African Championship of Nations | 1               | 0           | 0      | 1             | 0 − 2                     |
| Vriendschappelijk               | 2               | 2           | 0      | 0             | 4 − 1                     |
| Totaal                          | 9               | 3           | 2      | 4             | 9 − 11                    |

FNF · Nigerees vrouwenelftal
Interlands
Tegenstander:
Algerije ·
Angola ·
Benin ·
Botswana ·
Burkina Faso ·
Burundi ·
Congo-Brazzaville ·
Congo-Kinshasa ·
Djibouti ·
Egypte ·
Equatoriaal-Guinea ·
Ethiopië ·
Gabon ·
Gambia ·
Ghana ·
Guinee ·
Ivoorkust ·
Kaapverdië ·
Kameroen ·
Lesotho ·
Liberia ·
Libië ·
Madagaskar ·
Mali ·
Marokko ·
Mauritanië ·
Mozambique ·
Namibië ·
Nigeria ·
Oeganda ·
Oekraïne ·
Senegal ·
Sierra Leone ·
Soedan ·
Somalië ·
Swaziland ·
Tanzania ·
Togo ·
Tsjaad ·
Tunesië ·
Zambia ·
Zimbabwe ·
Zuid-Afrika
FUFA · 
A-internationals · 
Oegandees vrouwenelftal
Algerije ·
Angola ·
Bahrein ·
Benin ·
Botswana ·
Burkina Faso ·
Burundi ·
Centraal-Afrikaanse Republiek ·
Comoren ·
Congo-Brazzaville ·
Congo-Kinshasa ·
Djibouti ·
Ecuador ·
Egypte ·
Eritrea ·
Ethiopië ·
Gabon ·
Gambia ·
Ghana ·
Guinee ·
Guinee-Bissau ·
IJsland ·
Irak ·
Iran ·
Ivoorkust ·
Jemen ·
Kaapverdië ·
Kameroen ·
Kenia ·
Koeweit ·
Lesotho ·
Libanon ·
Liberia ·
Libië ·
Madagaskar ·
Malawi ·
Mali ·
Marokko ·
Mauritanië ·
Mauritius ·
Moldavië ·
Mozambique ·
Namibië ·
Niger ·
Nigeria ·
Oezbekistan ·
Rwanda ·
Saoedi-Arabië ·
Sao Tomé en Principe ·
Senegal ·
Seychellen ·
Slowakije · 
Soedan ·
Somalië ·
Tadzjikistan ·
Tanzania ·
Togo ·
Tsjaad ·
Tunesië ·
Turkmenistan ·
Zambia ·
Zimbabwe ·
Zuid-Afrika ·
Zuid-Soedan